# فرانسیسکو پاوون
فرانسیسکو پاوون (انگلیسی: Francisco Pavón؛ زادهٔ ۹ ژانویهٔ ۱۹۸۰) بازیکن فوتبال اهل اسپانیا است.
از باشگاه‌هایی که در آن بازی کرده‌است می‌توان به باشگاه فوتبال رئال مادرید، باشگاه فوتبال رئال مادرید سی، باشگاه فوتبال رئال مادرید کاستیا، و باشگاه فوتبال رئال ساراگوسا اشاره کرد.